# Miravet (Aragó)
Miravet (en castellà i oficialment, Miravete de la Sierra) és un municipi d'Aragó, situat a la província de Terol i enquadrat a la comarca del Maestrat.